# Klubboljeskinn
Klubboljeskinn (Sistotrema pistilliferum) är en svampart som beskrevs av Hauerslev 1975. Enligt Catalogue of Life ingår Klubboljeskinn i släktet Sistotrema,  och familjen Hydnaceae, men enligt Dyntaxa är tillhörigheten istället släktet Sistotrema,  och familjen Sistotremataceae. Arten är reproducerande i Sverige. Inga underarter finns listade i Catalogue of Life.